# Laetitia Ky
Laetitia Ky (Abiyán, 1996) es una artista feminista de Costa de Marfil, conocida por crear esculturas con su cabello.

## Biografía
Tiene un grado en Administración Empresarial de Institut nacional polytechnique Félix Houphouët-Boigny en Yamoussoukro. Después de graduarse se dio cuenta de que quería trabajar en arte y diseño. Comenzó con diseño de moda, pero poco después, al mirar fotografías de archivo de peinados de mujeres africanas, tomó un nuevo rumbo. Empezó estas creaciones nuevas en 2016.
El sello personal en el estilo de Ky  es crear esculturas con cable, hilo y sus rastas. Llama este estilo el Concepto Ky. Estos estilos expresan su creatividad y cada vez más, su política. Cada escultura toma entre veinte minutos y seis horas. En 2017 impartió su primer taller "Trenzas Ky" para enseñar esta forma de arte a otros. Realizó su primera colaboración musical con Di'Ja, cuyo cabello cubrió con la tela impresa de patrones inspirados en el cabello de las mujeres Himba.
Ky lanzó su marca de moda en 2018. Llamada Kystroy, apunta a ser inclusiva utilizando lenguaje "body positive" para describir medidas de ropa, por ejemplo.

## #MeTooy Activismo
Con el tiempo las esculturas de Ky han devenido más políticas y en 2017 utilizó su plataforma en redes sociales para concienciar. Aquella pieza mostraba a un hombre levantando la falda de una mujer, esculpido en sus trenzas. También en 2017 produjo una pieza que creaba grandes músculos sobre su delgado brazo  - esto fue para concienciar sobre el acoso, y especialmente el daño que puede hacer en la niñez y que Ky experimentó.
En 2019, Ky creó una pieza nueva que mostraba un útero con cada trompa uterina "levantándole el dedo" al espectador. Esto era en protesta hacia las leyes antiaborto en Estados Unidos.
Ky es considerada por muchos una embajadora del cabello natural para mujeres africanas.

## Premios
En 2018 fue seleccionada como una de las top veinte personas jóvenes para En el Aumento Côte d'Ivoire, un programa de L'Asociación des Conseils en Cabildeo et Affaires Publiques de Côte d'Ivoire (ACLAP-CI). En año mismo fue votada una de las treinta y cinco personas jóvenes más influyentes en el mundo que habla francés por Prix Jeunesse Francophone 3535  .  El año siguiente  fue seleccionada por la revista Paper Magazine como una de las top '100 personas que dominan 2019'.